# Топарча (Сибињ)
Топарча (рум. Topârcea) насеље је у Румунији у округу Сибињ у општини Окна Сибиулуј. Oпштина се налази на надморској висини од 414 m.

## Становништво
Према подацима из 2002. године у насељу је живело 219 становника, од којих су сви румунске националности.